# Странствующие лекари

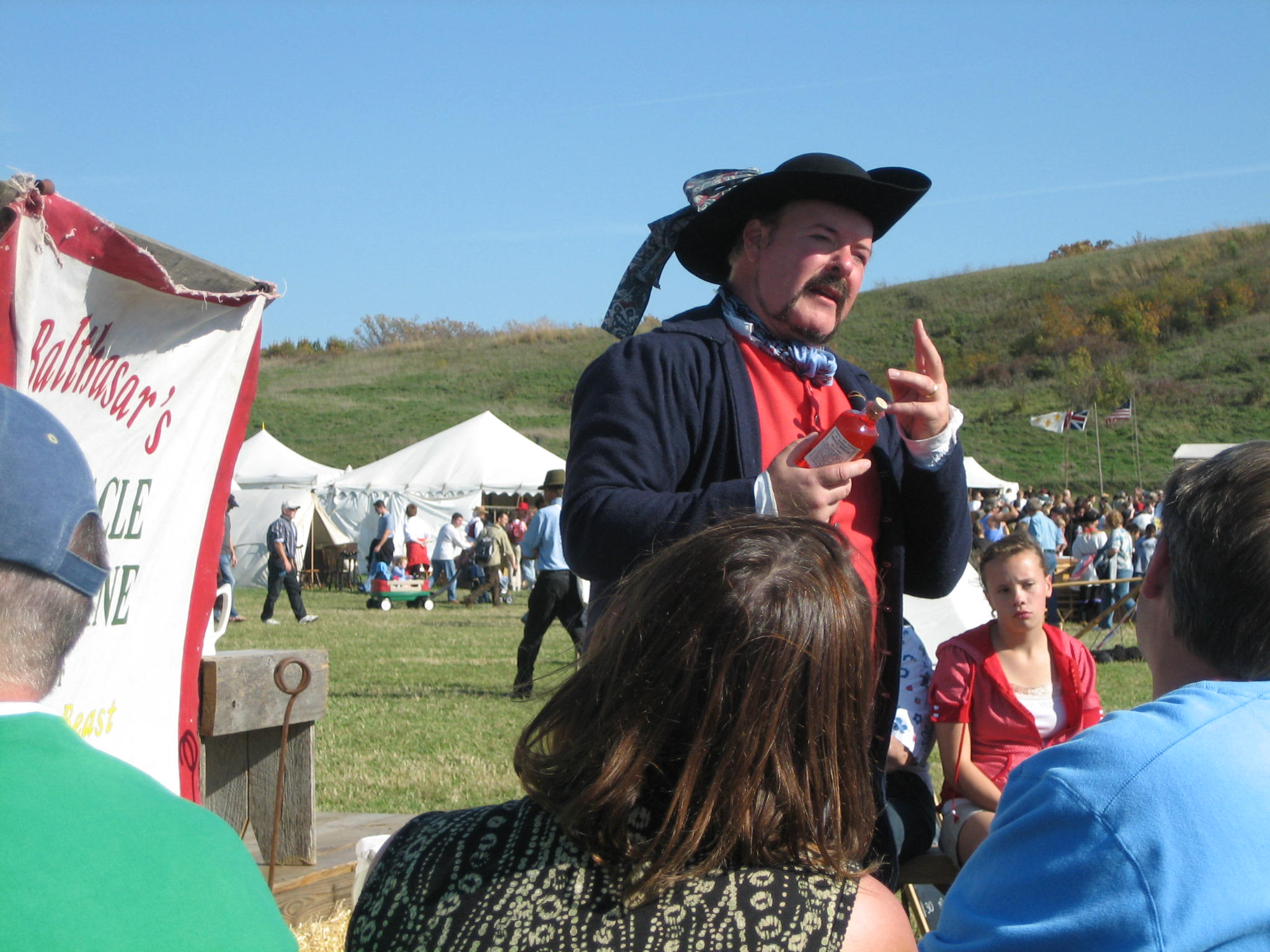
Современная реконструкция выступления странствующего лекаря времён Дикого запада.

Странствующие лекари — социальный феномен, в том или ином виде существовавший с древнейших времён до середины XX века во многих странах и культурах, но достигший особого распространения во второй половине XIX и начале XX века на американском Диком западе, хотя вообще на территории Северной Америки было известно с колониальных времён. Первый закон против подобных мошенников был принят ещё в 1773 году. Поскольку практически все предлагаемые странствующими лекарями снадобья (за исключением «змеиного масла») имели, как сообщалось самими лекарями, растительное происхождение, их часто называли «ботаническими докторами».
Странствующие лекари Дикого запада представляли собой, как правило, путешествующих в запряжённых лошадьми вагонах дельцов, выдававших себя за выдающихся врачей и предлагавших людям купить разнообразные настойки, тоники, бальзамы, эликсиры и прочие продукты, якобы обладающие удивительными целебными свойствами. Наиболее популярным из таких средство было так называемое «змеиное масло», которое якобы могло вылечить любую болезнь, разгладить морщины, удалить пятна с кожи, продлить жизнь и так далее. Нередко они имели сообщников среди собиравшейся посмотреть на них толпы, специальным образом загримированных под больных или уродливых людей, которые после публичного применения того или иного средства якобы исцелялись. Странствующие лекари также нередко путешествовали с бродячими цирками, а их «выступления» были частью предлагаемых ими зрелищ. С распространением медицинских учреждений в сельской местности в начале XX века явление странствующих лекарей стало постепенно сходить на нет, хотя последнее известное «выступление» двух подобных людей было датировано 1972 годом.